# David Wagner (allenatore)
David Wagner (Geinsheim am Rhein, 19 ottobre 1971) è un allenatore di calcio ed ex calciatore tedesco naturalizzato statunitense.

## Carriera
Tra il 2010 e il 2015 allena la seconda squadra del Borussia Dortmund.
Nel 2015 viene ingaggiato dagli inglesi dell'Huddersfield Town, militanti in Football League Championship (seconda divisione del calcio inglese); alla sua prima stagione con i Terriers riesce a raggiungere la salvezza.
Nell'annata 2016-2017 chiude il campionato al quinto posto in classifica, qualificandosi ai play-off per la promozione: in semifinale ha la meglio dello Sheffield Wednesday ai tiri di rigore, mentre in finale sconfigge il Reading sempre dagli undici metri, portando così la squadra in Premier League (massima divisione del calcio inglese) per la prima volta dopo quarantacinque anni.
Nella stagione 2017-2018 raggiunge la salvezza, ma in quella successiva viene esonerato con la squadra all'ultimo posto in classifica.
Nel 2019 viene nominato allenatore dello Schalke 04, facendo così ritorno in Germania dopo quattro anni; tuttavia la sua prima stagione si rivela molto deludente, con la squadra che chiude il campionato al dodicesimo posto in classifica.
Il 27 settembre 2020 viene esonerato in seguito alla sconfitta per 1-3 contro il Werder Brema.

## Statistiche

### Statistiche da allenatore
Statistiche aggiornate al 1º luglio 2023.
| Stagione                 | Squadra                  | Campionato               | Campionato | Campionato | Campionato | Campionato | Coppe nazionali | Coppe nazionali | Coppe nazionali | Coppe nazionali | Coppe nazionali | Coppe continentali | Coppe continentali | Coppe continentali | Coppe continentali | Coppe continentali | Altre coppe | Altre coppe | Altre coppe | Altre coppe | Altre coppe | Totale | Totale | Totale | Totale | % Vittorie | Piazzamento |
| Stagione                 | Squadra                  | Comp                     | G          | V          | N          | P          | Comp            | G               | V               | N               | P               | Comp               | G                  | V                  | N                  | P                  | Comp        | G           | V           | N           | P           | G      | V      | N      | P      | %          | Piazzamento |
| ------------------------ | ------------------------ | ------------------------ | ---------- | ---------- | ---------- | ---------- | --------------- | --------------- | --------------- | --------------- | --------------- | ------------------ | ------------------ | ------------------ | ------------------ | ------------------ | ----------- | ----------- | ----------- | ----------- | ----------- | ------ | ------ | ------ | ------ | ---------- | ----------- |
| 2015-2016                | Huddersfield Town        | FLC                      | 30         | 10         | 6          | 14         | FACup+CdL       | 2+0             | 0+0             | 1+0             | 1+0             | -                  | -                  | -                  | -                  | -                  | -           | -           | -           | -           | -           | 32     | 10     | 7      | 15     | 31,25      | 19º         |
| 2016-2017                | Huddersfield Town        | FLC                      | 46+3       | 25+0       | 6+3        | 15+0       | FACup+CdL       | 4+1             | 2+0             | 1+0             | 1+1             | -                  | -                  | -                  | -                  | -                  | -           | -           | -           | -           | -           | 54     | 27     | 10     | 17     | 50,00      | 5º          |
| 2017-2018                | Huddersfield Town        | PL                       | 38         | 9          | 10         | 19         | FACup+CdL       | 4+2             | 2+1             | 1+0             | 1+1             | -                  | -                  | -                  | -                  | -                  | -           | -           | -           | -           | -           | 44     | 11     | 11     | 21     | 25,00      | 16º         |
| 2018-2019                | Huddersfield Town        | PL                       | 22         | 2          | 5          | 15         | FACup+CdL       | 1+1             | 0+0             | 0+0             | 1+1             | -                  | -                  | -                  | -                  | -                  | -           | -           | -           | -           | -           | 34     | 2      | 5      | 17     | &5,88      | Esonerato   |
| Totale Huddersfield Town | Totale Huddersfield Town | Totale Huddersfield Town | 139        | 46         | 30         | 63         |                 | 15              | 5               | 3               | 7               |                    | -                  | -                  | -                  | -                  |             | -           | -           | -           | -           | 154    | 51     | 33     | 70     | 33,12      |             |
| 2019-2020                | Schalke 04               | BL                       | 34         | 9          | 12         | 13         | CG              | 4               | 3               | 0               | 1               | -                  | -                  | -                  | -                  | -                  | -           | -           | -           | -           | -           | 38     | 12     | 12     | 14     | 31,58      | 12º         |
| 2020-2021                | Schalke 04               | BL                       | 2          | 0          | 0          | 2          | CG              | -               | -               | -               | -               | -                  | -                  | -                  | -                  | -                  | -           | -           | -           | -           | -           | 2      | 0      | 0      | 2      | &0,00      | Esonerato   |
| Totale Schalke 04        | Totale Schalke 04        | Totale Schalke 04        | 36         | 9          | 12         | 15         |                 | 4               | 3               | 0               | 1               |                    | -                  | -                  | -                  | -                  |             | -           | -           | -           | -           | 40     | 12     | 12     | 16     | 30,00      |             |
| 2021-2022                | Young Boys               | SL                       | 25         | 12         | 8          | 5          | CS              | 3               | 2               | 0               | 1               | UCL                | 12                 | 5                  | 4                  | 3                  | -           | -           | -           | -           | -           | 40     | 19     | 12     | 9      | 47,50      | Esonerato   |
| 2022-2023                | Norwich City             | FLC                      | 20         | 7          | 5          | 8          | FACup+CdL       | 1+0             | 0+0             | 0+0             | 1+0             | -                  | -                  | -                  | -                  | -                  | -           | -           | -           | -           | -           | 21     | 7      | 5      | 9      | 33,33      | 13°         |
| 2023-2024                | Norwich City             | FLC                      | 46+2       | 21+0       | 10+1       | 15+1       | FACup+CdL       | 3+3             | 1+2             | 1+0             | 1+1             | -                  | -                  | -                  | -                  | -                  | -           | -           | -           | -           | -           | 54     | 24     | 12     | 18     | 44,44      | 6°          |
| Totale Norwich City      | Totale Norwich City      | Totale Norwich City      | 68         | 28         | 16         | 24         |                 | 7               | 3               | 1               | 3               |                    | -                  | -                  | -                  | -                  |             | -           | -           | -           | -           | 75     | 31     | 17     | 27     | 41,33      |             |
| Totale carriera          | Totale carriera          | Totale carriera          | 268        | 95         | 66         | 117        |                 | 29              | 13              | 4               | 12              |                    | 12                 | 5                  | 4                  | 3                  |             | -           | -           | -           | -           | 309    | 113    | 74     | 132    | 36,57      |             |

## Palmarès
- Coppa UEFA: 1

Schalke 04: 1996-1997